# Милован Здравковић
Милован Здравковић (20. фебруар 1948) је доктор драмских уметности, живи и ради у Београду.

## Биографија
Дипломирао на Факултету драмских уметности у Београду, на катедри за Организацију сценских и културно уметничких делатности. На овом факултету магистрирао и докторирао. Био запослен у Центру Пинки – Земун, као уредник културно забавних програма, афирмишућу се као изузетан организатор. У Земуну је радио као дугогодишњи организатор културних манифестација, као што су: фестивал Лето на Гардошу и манифестацијама Гардошу с љубављу. У Народном позоришту у Београду ангажован је од 1994. Године, на пословима менаџмента, маркетинга и продукције (директор Маркетинга, директор Продукције, саветник Управника, руководилац Документационо истраживачког центра). Од  30. децембра 2013. године је из Народног позоришта је пензионер.
Од 1999. године професор ја на предмету Позоришна продукција на Академији уметности у Београду. Аутор три скрипте из области Позоришна продукција. Од 2011. године ангажован је на Факултету за инжењерски менаџмент у Београду као професор на предметима Основи менаџмента креативних индустрија и Организација културно-сценских догађаја. Аутор је скрипте за ове предмете. Од 2014. године ангажован је на Институту за уметничку игру у Београду као професор на предметима Историја сценских уметности и Продукција културно-сценских догађаја. Аутор је скрипти за ове предмете.
Био је гостујући професор на Академији Делусо из Милана (одсек у Београду) на предмету Савремени менаџмент и маркетинг. У оквиру менаџмета Међународног позоришног фестивала монодраме и пантомиме у Земуну, водио област међународне сарадње. Од 2011. године је селектор овог фестивал. Члан је менаџмета позоришног фестивала Театар фест у Раковици (Београд). Од 2014. је Председник Уметничког савета, а од 2015. је Уметнички директор позоришног фестивала Фестивал победника. Од 2016. је Уметнички директор Театра Карте Бланч. Члан Уметничког савета међународног позоришног фестивала Фестивал фестивала у Требињу. Био је дугогодишњи учесник, а једно време и селектор једног од програма престижног Единбуршког фринџ фестивала. Био је потпредседник Савеза драмских уметника Србије, ако и члан Координационог тела Уметничких удружења Србије.
Као позоришни продуцент, био је укључен у реализацију више позоришних пројеката, фестивала и турнеја у Србији, бившој  Југославији, Европи и Аустралији. Сарадник је више домаћих и страних позоришних фестивала. Оснивач је позоришне трупе Балкан нови покрет која је од оснивања 1999. реализовала десетак позоришних  пројекта који се са изузетним успехом играју широм земље, као и на међународним фестивалима (преко 20 фестивала).
Аутор је Речника основних позоришних појмова у издању Народне књиге, Београд 2006, и у издању Народног позоришта у Београду и КИЗ Алтера, који је доживео два издања, Београд 2007. Објављивао је фељтон у дневном листу Политика, у 12 наставака под насловом Позоришни живот Земуна у XIX веку, Београд 2009. Аутор је књиге Позоришни живот Земуна у XIX веку у издању Фестивала монодраме и пантомиме у Земуну, Београд 2010. Исто тако је аутор је Позоришног речника у издању Завода за уџбенике, Београд 2013. Објавио је фељтон у дневном листу Политика, под насловом Позоришни живот Срба у анегдотама, Београд 2014.
Стални је сарадник позоришних новина Лудус, часописа Драма, часописа Сцена, Позоришних новина и Зборника радова Факултета драмских уметности у којима објављује аналитичке чланке из области истраживања позоришног менаџмента, маркетинга и продукције. Стални је учесник домаћих и страних стручних скупова из области театрологије и менаџмента у култури. Члан је међународних позоришних асоцијација EON, ITEM и CID. Остварио је студијска путовања у Краљевском националном позоришту у Лондону, Државном националном позоришту у Берлину, Државној националној опери у Берлину, на Позоришном фестивалу у Единбургу. Истраживао рад Француске комедије из Париза, као и енглески, немачки, аустралијски и турски позоришни модел.
Књига Речник основних позоришних појмова у издању Народног позоришта и Народне књиге, проглашена за Издавачки подухват године 2006. Добитник је награде Златни беочуг коју додељује Културно просветна заједница Београд за трајни допринос у култури града. Добитник је Плакете Академије уметности у Београду за допринос у раду и развоју ове установе.

## Књиге

### Позоришни живот Земуна у XIX веку
Позоришни живот Земуна у прошлости је био врло динамичан и плодотворан, тако да је остварио значајне резултате у овој средини. Ти резултати могу се валоризовати значајном продукцијом, тј. бројем представа, великим бројем позоришних стваралаца: глумаца, редитеља, писаца, преводилаца, организатора и др. На његово јављање, рад и развој утицале су друштвене прилике датог времена.
Прегледом позоришног живота Земуна, такође може да утврдити његов значај и утицај на локалну средину, као и утицај ове делатности на друге средине. Што значи да су се позоришни животи прожимали и надопуњавали градећи и себе и своје савременике. У том смислу сигурно је да је на позоришни живот Земуна снажно утицао позоришни живот Новог Сада, Беча, Пеште, Темишвара и других културних центара ондашње Европе, тј. највише Аустрије, односно Аустроугарске. Неким од ових центара Земун је узвратио тако што су се позоришни делатници - ствараоци који су се развили у њему (Земуну), у својој каснијој делатности исказивали у другим средини нпр. у Новом Саду и тако вратили неку врсту дуга тадашњим културним центрима.
Због специфичне ситуације у којој се налазила Србија, позоришни живот Земуна је директно утицао на развој културног живота у центарима ондашње Србије: Београда, Крагујевца, Ниша, Шапца и др. Може се, чак, рећи да је позоришни живот Земуна био основа за развој позоришне делатности ондашње Србије и да су се преко Земуна - Београд и други културни центри Србије уписивали на културну мапу Европе и постали њен интегрални део.
Са сигурношћу се може констатовати да је позоришни живот Земуна деветнаестог века створио снажну основу, клицу и солидну базу за развој позоришта у двадесетом веку, што има одраза и у  садашњем времену.